# Near Earth Object Surveillance Satellite
Near Earth Object Surveillance Satellite (NEOSSat) – kanadyjski satelita służący do wykrywania tzw. obiektów bliskich Ziemi (NEO).
Start satelity planowany był początkowo na rok 2009, jednak kilkukrotnie był przesuwany. Ostatecznie NEOSSat został wyniesiony na orbitę 25 lutego 2013 przez indyjską rakietę PSLV z kosmodromu Centrum Kosmicznego Satish Dhawan na wyspie Sriharikota.
Na pokładzie satelity znajduje się niewielki, 15-centymetrowy teleskop. Zadaniem satelity jest katalogowanie i śledzenie obiektów NEO, które obiegają Słońce w odległości mniejszej lub zbliżonej do orbity Ziemi. Obiekty tego typu są bardzo trudne do zauważenia z Ziemi, jako że zazwyczaj znajdują się w niewielkiej odległości kątowej od Słońca i mogą być obserwowane tylko wtedy, gdy Słońce znajduje się w niewielkiej odległości pod horyzontem. Rozświetlona blaskiem Słońca atmosfera bardzo utrudnia wtedy obserwacje słabo świecących obiektów. Umieszczony na orbicie poza atmosferą satelita ma znacznie lepsze możliwości obserwacyjne.
NEOSSat należy do tzw. mikrosatelitów; jego masa wynosi zaledwie 74 kg, a koszt budowy – ok. 12 milionów dolarów.
Satelita NEOSSat uzupełnił istniejące systemy wczesnego ostrzegania i obserwacji planetoid, takie jak: Catalina Sky Survey, Near Earth Asteroid Tracking czy Lowell Observatory Near-Earth-Object Search. Umożliwi wcześniejsze odkrywanie potencjalnie niebezpiecznych planetoid, ale także mniejszych obiektów, które regularnie spalają się w atmosferze Ziemi.